# Tina Maze
Klementina „Tina“ Maze (* 2. Mai 1983 in Slovenj Gradec, SFR Jugoslawien) ist eine ehemalige slowenische Skirennläuferin. Die Allrounderin fuhr in allen Disziplinen, war aber im Riesenslalom besonders erfolgreich. Ihre größten Erfolge sind der Gewinn des Gesamtweltcups in der Saison 2012/13, mit dem sie mit 2414 Punkten geschlechterübergreifend den Rekord für die meisten Weltcuppunkte in einer Saison hält, zwei olympische Goldmedaillen sowie vier Weltmeistertitel in vier verschiedenen Disziplinen (Riesenslalom 2011, Super-G 2013, Abfahrt und Alpine Kombination 2015). Hinzu kommen die Siege in drei Weltcupwertungen der Saison 2012/13 und sieben Silbermedaillen (fünf bei Weltmeisterschaften und zwei bei Olympischen Spielen). Maze gehört dem kleinen Kreis jener Läuferinnen an, die in allen fünf Disziplinen Weltcuprennen gewinnen konnten.

## Biografie

### Juniorenzeit und erste Jahre im Weltcup
Maze wuchs in Črna na Koroškem auf, wo sie im Alter von drei Jahren das Skifahren erlernte. In ihrer Jugend trainierte sie auch Volleyball, das Gymnasium absolvierte sie in Ravne na Koroškem. Erste internationale Erfolge feierte sie im Whistler Cup. 1996 und 1998 gewann sie in ihrer Altersklasse alle Wettbewerbe. Im November 1998 nahm sie erstmals an FIS-Rennen teil und feierte bereits in ihrem vierten Rennen in Val Thorens den ersten Sieg. Ihr Debüt im Weltcup hatte sie am 2. Januar 1999 beim Riesenslalom von Maribor. Im Dezember 1999 und Januar 2000 gewann sie je einen Europacup-Riesenslalom, was ihr den zweiten Platz in der Disziplinenwertung einbrachte.
Mit Platz 24 im Riesenslalom von Sölden holte Maze am 28. Oktober 2000 ihre ersten Weltcuppunkte. Das beste Ergebnis in der Saison 2000/01 war ein zehnter Platz in Maribor. Am selben Ort erreichte Maze am 4. Januar 2002 als Zweite des Riesenslaloms erstmals einen Podestplatz in einem Weltcuprennen. Zum Auftakt der Saison 2002/03 gewann sie am 26. Oktober 2002 den Riesenslalom von Sölden, wobei sie diesen Sieg mit Nicole Hosp und Andrine Flemmen teilen musste (alle zeitgleich). Im weiteren Verlauf des Winters schied sie oft aus. Das beste Ergebnis war noch der fünfte Platz im Riesenslalom bei den Skiweltmeisterschaften 2003 in St. Moritz.

### Sporadische Erfolge
In der Saison 2003/04 versuchte Maze in den schnellen Disziplinen Abfahrt und Super-G Fuß zu fassen, was vorerst jedoch nicht gelang. Dagegen etablierte sie sich in der Saison 2004/05 im Riesenslalom endgültig an der Weltspitze. Sie gewann die Rennen in St. Moritz, Santa Caterina und in Maribor. Hinzu kam am 11. Dezember in Zauchensee die erste Podestplatzierung (Rang 3) in einem Super-G, wobei sie mit Startnummer 64 unterwegs war und schnellere Zwischenzeiten aufwies als Siegerin Meissnitzer. Das beste Ergebnis bei den Weltmeisterschaften 2005 in Santa Caterina war der sechste Platz im Super-G. Wenig konstant waren Mazes Leistungen in der Saison 2005/06. Sie gewann zum zweiten Mal das Eröffnungsrennen in Sölden und erzielte zwei weitere Podestplätze, dem gegenüber standen jedoch zahlreiche Ausfälle und Platzierungen im Mittelfeld. Bei ihrer Teilnahme an den Olympischen Winterspielen 2006 in Turin, klassierte sie sich wie vier Jahre zuvor als Zwölfte im Riesenslalom.
Maze hatte in der Saison 2006/07 Mühe, ihr Leistungsniveau zu halten. Zwei fünfte Plätze in Weltcup-Super-Gs blieben das beste Ergebnis, ansonsten resultierten überwiegend Ergebnisse im Mittelfeld. Ähnlich enttäuschend verlief auch die Saison 2007/08 – mit einer Ausnahme: Völlig überraschend gewann Maze am 2. Februar 2008 in St. Moritz die Abfahrt, wobei sie von immer besser (schneller) werdenden Pistenverhältnissen profitierte. Ihre Startnummer 47 ist die höchste, mit der je eine Weltcupabfahrt der Damen gewonnen wurde. Im Sommer 2008 löste sich Maze vollständig von den Strukturen des slowenischen Skiverbandes und stellte ein eigenes Team mit Cheftrainer Livio Magoni zusammen, von dem sie seither betreut wurde. Darüber hinaus vollzog sie beim Skimaterial einen Markenwechsel von Rossignol zu Stöckli.

### Annäherung an die Weltspitze
Die weitreichenden Veränderungen im Umfeld zahlten sich aus. In der Saison 2008/09 siegte Maze in den Weltcup-Riesenslaloms von Maribor und Åre. Zudem konnte sie mit dem Gewinn der Silbermedaille im Riesenslalom der Weltmeisterschaften 2009 in Val-d’Isère ihren ersten Erfolg bei einem Großanlass feiern. Maze siegte in der Weltcupsaison 2009/10 zwar erst im letzten Riesenslalom des Winters. Ansonsten war sie aber so konstant geworden, dass sie in der Weltcupgesamtwertung den vierten Platz belegte. Besonders markant war die Leistungssteigerung in der bisher von ihr vernachlässigten Disziplin Slalom, in der ihr die erste Podestplatzierung gelang. Bei den Olympischen Winterspielen 2010 in Vancouver gewann sie sowohl im Super-G als auch im Riesenslalom jeweils die Silbermedaille. Bei der Eröffnungsfeier trat sie als Fahnenträgerin der slowenischen Olympiamannschaft in Erscheinung. Zum zweiten Mal nach 2005 wurde sie als Sloweniens Sportlerin des Jahres geehrt.
In der Saison 2010/11 stand Maze im Weltcup achtmal auf dem Podest, Anfang März in Tarvis nach fast einem Jahr ohne Sieg auch wieder ganz oben – mit ihrem zehnten Weltcupsieg, dem ersten in einer Super-Kombination. Bei den Weltmeisterschaften 2011 in Garmisch-Partenkirchen gewann sie in der Super-Kombination eine weitere Silbermedaille. Am 17. Februar 2011 realisierte sie mit dem Weltmeistertitel im Riesenslalom den bis dahin größten Erfolg ihrer Karriere. Einen Monat später gewann sie beim Weltcupfinale in Lenzerheide erstmals einen Slalom und beendete die Weltcupsaison auf dem dritten Platz in der Gesamtwertung.
In der Saison 2011/12 erreichte Maze hinter Lindsey Vonn den zweiten Platz in der Weltcup-Gesamtwertung. Dabei stand sie in allen fünf Disziplinen mindestens einmal auf dem Podest, insgesamt zehnmal. Allerdings konnte sie kein Rennen für sich entscheiden. Für Medienpräsenz sorgten eher ihre Fotos von selbst entworfenem Silberschmuck und eine Diskussion um angeblich nicht regelkonforme Unterwäsche beim Rennen von Bad Kleinkirchheim. Im Jahr 2011 gab sie zudem bekannt, für das italienische Modelabel Giorgio Armani zu arbeiten.

### 2012/13: Saison der Rekorde
Bereits im ersten Rennen des Winters 2012/13 in Sölden setzte sich Maze mit einem Sieg an die Spitze der Weltcup-Gesamtwertung und gab diesen Platz bis zum Ende der Saison nicht mehr ab. Maze siegte in den ersten vier Riesenslaloms (Sölden, Aspen, St. Moritz und Courchevel) und gewann auch die Super-Kombination von St. Moritz. Hinzu kamen bis Jahresende sechs weitere Podestplätze. Per Ende Dezember hatte sie in jedem der 16 bis dahin ausgetragenen Weltcuprennen der laufenden Saison gepunktet, stand elf Mal auf dem Podest (davon fünfmal zuoberst), und hatte neue Rekordmarken für die meisten Weltcuppunkte pro Kalenderjahr (2180) und die meisten Podien pro Kalenderjahr (19) aufgestellt.
Nach einem zweiten Platz beim Parallelrennen von München zu Jahresbeginn gewann sie am 13. Januar 2013 in St. Anton ihren ersten Super-G. Sie gehört damit zu den wenigen Läuferinnen, die im Laufe ihrer Karriere in allen fünf Disziplinen Weltcuprennen gewonnen haben. Sechs Tage später bewies sie mit ihrem zweiten Platz in der Abfahrt von Cortina, dass sie auch in dieser Saison (wie schon im Jahr davor) in allen fünf Disziplinen Podestplätze erreichen kann; den Super-G von Cortina beendete sie als Dritte ebenfalls auf dem Podest. Am 26. Januar 2013 sicherte sie sich mit Platz zwei hinter Lindsey Vonn im Riesenslalom von Maribor bereits vorzeitig die Riesenslalom-Disziplinenwertung. Damit ging der Riesenslalom-Weltcup erstmals an eine Läuferin aus Slowenien. Tags darauf gewann sie den Slalom von Maribor. Ende Januar hatte Maze in der Gesamtwertung bereits mehr als doppelt so viele Punkte wie die zweitplatzierte Maria Höfl-Riesch.
Bei den Weltmeisterschaften 2013 in Schladming gewann Maze den Weltmeistertitel im Super-G. Hinzu kamen je eine Silbermedaille in der Super-Kombination und im Riesenslalom. Am 24. Februar 2013 siegte sie in der Super-Kombination von Méribel und stellte damit bereits neun Rennen vor Saisonende den Sieg in der Gesamtwertung sicher. Es war dies der 18. Podestplatz der Saison, womit sie mit den Rekordhalterinnen Hanni Wenzel und Pernilla Wiberg gleichzog. Bereits im darauf folgenden Rennen, dem Super-G von Garmisch-Partenkirchen, wurde sie mit ihrem 19. Podestplatz der Saison alleinige Rekordhalterin. Am 2. März übertraf Maze mit dem Sieg in der Abfahrt von Garmisch-Partenkirchen den in der Saison 1999/2000 durch Hermann Maier aufgestellten Rekord von 2000 Punkten. Außerdem gehört sie seither zu den wenigen, die in einer Saison Siege in allen Disziplinen feiern konnten; dies war zuvor nur Janica Kostelić, Petra Kronberger und Marc Girardelli gelungen.
Vor dem Weltcupfinale in Lenzerheide besaß Maze die realistische Chance, als erste Skirennläuferin überhaupt alle fünf Disziplinenwertungen in einer Saison für sich zu entscheiden. Da die letzte Abfahrt wegen dichten Nebels abgesagt werden musste, ging diese Wertung jedoch mit einem Punkt Vorsprung an die seit den Weltmeisterschaften verletzt fehlende Lindsey Vonn. Vor dem letzten Slalom der Saison lag Maze in der Disziplinenwertung sieben Punkte vor Mikaela Shiffrin. Ein dritter Platz zum Abschluss reichte jedoch nicht, um die Wertung für sich zu entscheiden, da Shiffrin mit einem Sieg noch an ihr vorbeizog. Im letzten Weltcuprennen der Saison, einem Riesenslalom, gelang Maze der elfte Sieg dieser Saison. In der Endabrechnung der Gesamtwertung hatte sie 2414 Punkte, 1313 mehr als die Zweitplatzierte Maria Höfl-Riesch – gleichbedeutend mit der höchsten jemals erzielten Punktzahl und dem größten Vorsprung. Mit insgesamt 24 Podestplätzen in einer Saison stellte sie eine weitere Bestmarke auf. Im Oktober 2013 wurde Maze mit dem Skieur d’Or ausgezeichnet.

### 2013/14: Zweifache Olympiasiegerin
Zu Beginn der Saison 2013/14 konnte Maze nicht an die Erfolge des Vorjahres anknüpfen. In den ersten 22 Weltcuprennen der Saison kam sie zwölfmal nicht unter die ersten 10 (das war in der gesamten Saison 2012/13 nur zweimal vorgekommen), bevor sie bei der Abfahrt von Cortina d’Ampezzo ihren ersten Saisonsieg einfahren konnte. Es war dies die letzte Abfahrt vor den Olympischen Winterspielen in Sotschi, und sie war rechtzeitig für dieses Großereignis wieder in Form gekommen: Nachdem sie in der Superkombination als Vierte eine Medaille knapp verpasst hatte, gewann sie sowohl die Abfahrt (zeitgleich mit der Schweizerin Dominique Gisin) als auch den Riesenslalom und wurde damit Doppel-Olympiasiegerin. Am Ende der Saison belegte sie den vierten Platz im Gesamtweltcup.

### 2014/15: Zweifache Weltmeisterin
Die Weltcupsaison 2014/15 verlief insgesamt wieder besser für Maze. Am 5. Dezember 2014 entschied sie die erste Abfahrt der Saison in Lake Louise für sich, eine Woche später gewann sie auch den Riesenslalom von Åre. Bis zu den Weltmeisterschaften in Vail gelangen ihr ein weiterer Sieg (Slalom in Levi) sowie vier Podestplätze. Zum Auftakt der Ski-WM am 3. Februar 2015 belegte Maze Platz zwei im Super-G, ehe sie die Goldmedaillen in der Abfahrt und in der Alpinen Kombination gewann. Damit hat sie bei Großereignissen mittlerweile 13 Medaillen gewonnen (6 goldene, 7 silberne) und dank weiterer 10 Plätze von vier bis sechs bereits an 23 Siegerehrungen teilgenommen; bei den Weltmeisterschaften 2011, 2013 und 2015 sowie bei Olympia 2014 hat sie jeweils nur eine der fünf Siegerehrungen für die alpinen Damenrennen verpasst. Wenn auch noch Olympia 2010 mitgerechnet wird, hat sie bei 5 aufeinander folgenden Großereignissen alle 25 Rennen bestritten und 23 davon in den Top 10 beendet.
Bei den ersten beiden Weltcuprennen nach den Weltmeisterschaften fiel sie in ihrer Heimat Slowenien sowohl im Riesenslalom als auch im Slalom aus und machte es damit Anna Fenninger möglich, ihr in der Gesamtwertung näher zu kommen. In der Folge entwickelte sich ein spannendes Duell zwischen den Weltcupsiegerinnen von 2013 (Maze) und 2014 (Fenninger), das bis zum Finale in Méribel offen blieb: Fenninger war als Führende der Gesamtwertung mit 30 Punkten Vorsprung angereist, verlor in der Abfahrt 18 Punkte auf Maze, vergrößerte im Super-G ihren Vorsprung um 20 Punkte und verlor im Slalom 50 Punkte, womit Maze mit 18 Punkten Vorsprung in den abschließenden Riesenslalom ging. Dort hieß es nach dem ersten Durchgang: 1. Fenninger, 2. Maze. Damit entschied sich erst in den letzten beiden Läufen der gesamten Weltcupsaison, wer die große Kugel gewinnen würde. Maze beendete ihren zweiten Lauf zunächst als Zweite hinter der unmittelbar vor ihr gestarteten Eva-Maria Brem, aber Fenninger setzte sich im allerletzten Lauf an die Spitze der Tageswertung und verteidigte damit ihren Gesamtsieg aus dem Vorjahr. Maze zeigte sich nach anfänglich bitterer Enttäuschung als faire Verliererin und schenkte ihrer Kontrahentin eine Halskette aus der eigenen Kollektion.

### Karriereende
Nach dem Ende der Saison 2014/15 gab es in zahlreichen Medien Spekulationen über das mögliche Karriereende Mazes. Am 7. Mai 2015 gab sie bekannt, sich ein Jahr Auszeit zu nehmen und dann endgültig zu entscheiden. Während der Saison 2015/16 war sie für Eurosport als Skisport-Expertin tätig. Maze hatte vor, im Winter 2016/17 einige Rennen zu bestreiten und am Ende der Weltmeisterschaften in St. Moritz zurückzutreten. Zwei Tage vor Saisonbeginn teilte sie mit, dass sie nur noch ein Heimrennen in Maribor im Januar 2017 bestreiten will. Dieses Rennen bestritt Maze am 7. Januar 2017. Anschließend trat sie vom aktiven Sport zurück und setzte ihr Engagement bei Eurosport fort. Im Februar 2018 wurde sie Mutter einer Tochter.

## Erfolge

### Olympische Spiele

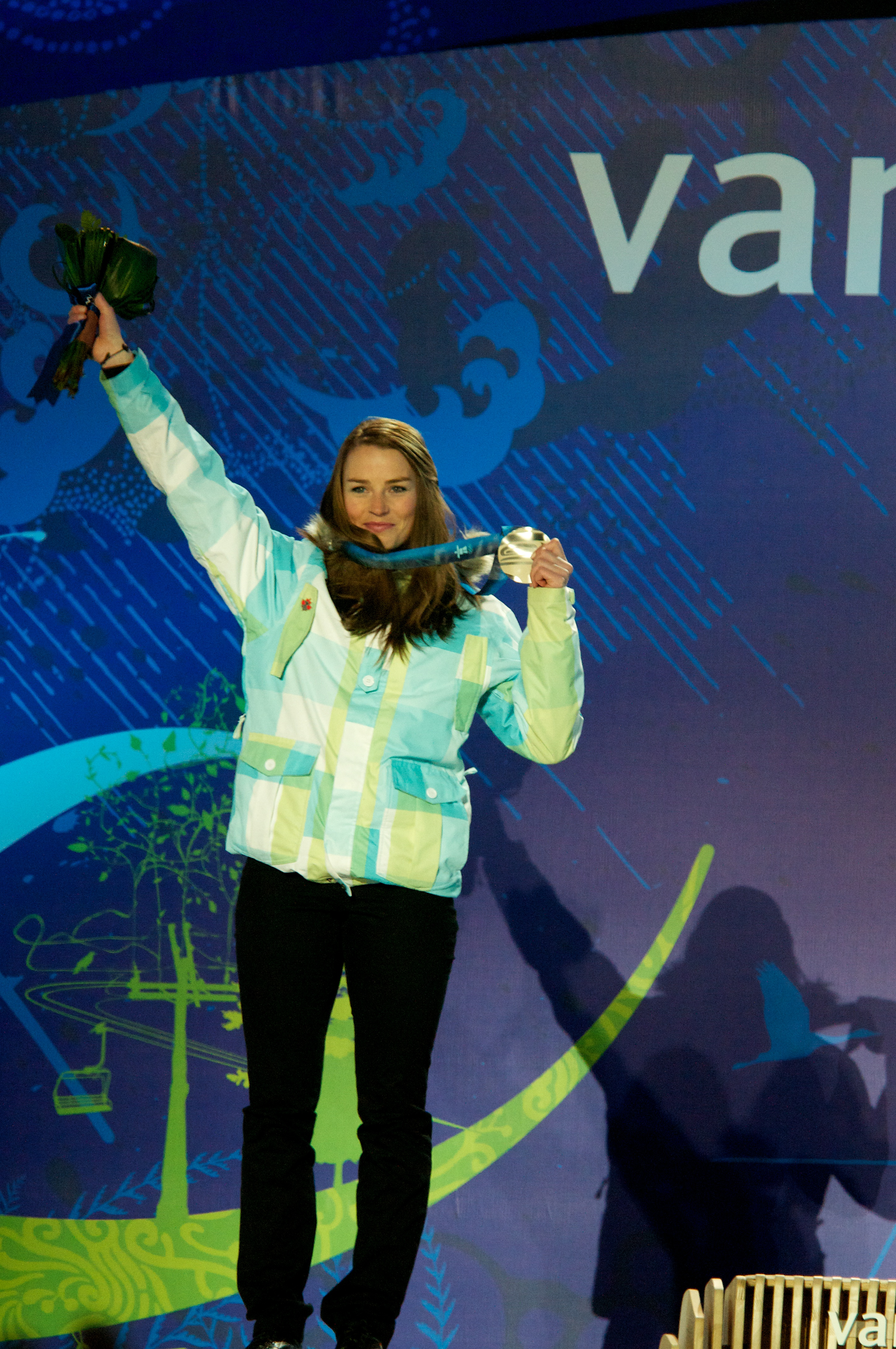
Tina Maze bei den Olympischen Winterspielen 2010 (Siegerehrung Super-G)

- Salt Lake City 2002: 12. Riesenslalom
- Turin 2006: 12. Riesenslalom, 39. Super-G
- Vancouver 2010: 2. Super-G, 2. Riesenslalom, 5. Super-Kombination, 9. Slalom, 18. Abfahrt
- Sotschi 2014: 1. Abfahrt, 1. Riesenslalom, 4. Super-Kombination, 5. Super-G, 8. Slalom

### Weltmeisterschaften
- St. Anton 2001: 16. Slalom, 22. Riesenslalom, 32. Super-G
- St. Moritz 2003: 5. Riesenslalom
- Santa Caterina 2005: 6. Super-G, 10. Kombination
- Åre 2007: 14. Super-G, 22. Riesenslalom
- Val-d’Isère 2009: 2. Riesenslalom, 5. Super-G, 14. Abfahrt
- Garmisch-Partenkirchen 2011: 1. Riesenslalom, 2. Super-Kombination, 5. Abfahrt, 5. Slalom, 11. Super-G
- Schladming 2013: 1. Super-G, 2. Super-Kombination, 2. Riesenslalom, 5. Slalom, 7. Abfahrt
- Vail/Beaver Creek 2015: 1. Abfahrt, 1. Alpine Kombination, 2. Super-G, 5. Riesenslalom, 8. Slalom

### Juniorenweltmeisterschaften
- Pra Loup 1999: 14. Super-G, 19. Abfahrt, 42. Riesenslalom
- Québec 2000: 7. Super-G, 13. Abfahrt, 10. Riesenslalom, 20. Slalom
- Verbier 2001: 6. Riesenslalom
- Sella Nevea 2002: 20. Riesenslalom, 32. Slalom

### Weltcupwertungen
| Saison  | Gesamt | Gesamt | Abfahrt | Abfahrt | Super-G | Super-G | Riesenslalom | Riesenslalom | Slalom | Slalom | Kombination | Kombination | CityEvent * | CityEvent * |
| Saison  | Platz  | Punkte | Platz   | Punkte  | Platz   | Punkte  | Platz        | Punkte       | Platz  | Punkte | Platz       | Punkte      | Platz       | Punkte      |
| ------- | ------ | ------ | ------- | ------- | ------- | ------- | ------------ | ------------ | ------ | ------ | ----------- | ----------- | ----------- | ----------- |
| 2000/01 | 54.    | 109    | –       | –       | –       | –       | 23.          | 93           | 44.    | 16     | –           | –           | –           | –           |
| 2001/02 | 36.    | 236    | –       | –       | –       | –       | 8.           | 224          | 44.    | 12     | –           | –           | –           | –           |
| 2002/03 | 38.    | 190    | –       | –       | –       | –       | 13.          | 190          | –      | –      | –           | –           | –           | –           |
| 2003/04 | 33.    | 240    | –       | –       | 47.     | 10      | 8.           | 234          | –      | –      | –           | –           | –           | –           |
| 2004/05 | 10.    | 650    | 31.     | 31      | 9.      | 236     | 4.           | 366          | 39.    | 17     | –           | –           | –           | –           |
| 2005/06 | 14.    | 525    | 37.     | 36      | 13.     | 164     | 7.           | 309          | 46.    | 7      | 32.         | 9           | –           | –           |
| 2006/07 | 30.    | 268    | –       | –       | 10.     | 143     | 19.          | 81           | 51.    | 7      | 19.         | 37          | –           | –           |
| 2007/08 | 28.    | 287    | 18.     | 125     | 19.     | 98      | 30.          | 24           | –      | –      | 17.         | 40          | –           | –           |
| 2008/09 | 6.     | 852    | 6.      | 256     | 7.      | 202     | 3.           | 368          | –      | –      | 21.         | 26          | –           | –           |
| 2009/10 | 4.     | 943    | 25.     | 67      | 8.      | 200     | 3.           | 372          | 6.     | 272    | 14.         | 32          | –           | –           |
| 2010/11 | 3.     | 1139   | 8.      | 261     | 18.     | 83      | 6.           | 208          | 7.     | 295    | 2.          | 212         | 2.          | 80          |
| 2011/12 | 2.     | 1402   | 9.      | 210     | 4.      | 257     | 5.           | 367          | 3.     | 413    | 2.          | 125         | 5.          | 30          |
| 2012/13 | 1.     | 2414   | 2.      | 339     | 1.      | 420     | 1.           | 800          | 2.     | 655    | 1.          | 200         | 2.          | 120         |
| 2013/14 | 4.     | 964    | 3.      | 409     | 7.      | 183     | 13.          | 184          | 16.    | 148    | 6.          | 40          | –           | –           |
| 2014/15 | 2.     | 1531   | 3.      | 356     | 3.      | 390     | 5.           | 266          | 3.     | 439    | 2.          | 80          | –           | –           |

* Die City-Event-Punkte wurden in der Saison 2012/13 für den Slalomweltcup gewertet.

### Weltcupsiege
Maze errang 81 Podestplätze, davon 26 Siege (14 × Riesenslalom, 4 × Abfahrt, 4 × Slalom, 1 × Super-G, 3 × Super-Kombination):
| Datum              | Ort                    | Land        |
| ------------------ | ---------------------- | ----------- |
| 26. Oktober 2002 * | Sölden                 | Österreich  |
| 22. Dezember 2004  | St. Moritz             | Schweiz     |
| 8. Januar 2005     | Santa Caterina         | Italien     |
| 22. Januar 2005    | Maribor                | Slowenien   |
| 22. Oktober 2005   | Sölden                 | Österreich  |
| 10. Januar 2009    | Maribor                | Slowenien   |
| 14. März 2009      | Åre                    | Schweden    |
| 11. März 2010      | Garmisch-Partenkirchen | Deutschland |
| 27. Oktober 2012   | Sölden                 | Österreich  |
| 24. November 2012  | Aspen                  | USA         |
| 9. Dezember 2012   | St. Moritz             | Schweiz     |
| 16. Dezember 2012  | Courchevel             | Frankreich  |
| 17. März 2013      | Lenzerheide            | Schweiz     |
| 12. Dezember 2014  | Åre                    | Schweden    |

| Datum           | Ort                  | Land       |
| --------------- | -------------------- | ---------- |
| 13. Januar 2013 | St. Anton am Arlberg | Österreich |

| Datum            | Ort                    | Land        |
| ---------------- | ---------------------- | ----------- |
| 2. Februar 2008  | St. Moritz             | Schweiz     |
| 2. März 2013     | Garmisch-Partenkirchen | Deutschland |
| 25. Januar 2014  | Cortina d’Ampezzo      | Italien     |
| 5. Dezember 2014 | Lake Louise            | Kanada      |

| Datum             | Ort          | Land        |
| ----------------- | ------------ | ----------- |
| 18. März 2011     | Lenzerheide  | Schweiz     |
| 27. Januar 2013   | Maribor      | Slowenien   |
| 10. März 2013     | Ofterschwang | Deutschland |
| 15. November 2014 | Levi         | Finnland    |

| Datum            | Ort        | Land       |
| ---------------- | ---------- | ---------- |
| 4. März 2011     | Tarvis     | Italien    |
| 7. Dezember 2012 | St. Moritz | Schweiz    |
| 24. Februar 2013 | Méribel    | Frankreich |

* zeitgleich mit Andrine Flemmen und Nicole Hosp

### Europacup
- Saison 1999/00: 7. Gesamtwertung, 2. Riesenslalomwertung
- Saison 2000/01: 6. Slalomwertung
- 6 Podestplätze, davon 2 Siege:

| Datum             | Ort             | Land      | Disziplin    |
| ----------------- | --------------- | --------- | ------------ |
| 10. Dezember 1999 | Limone Piemonte | Italien   | Riesenslalom |
| 8. Januar 2000    | Rogla           | Slowenien | Riesenslalom |

### Weitere Erfolge und Auszeichnungen
- 9 slowenische Meistertitel (Super-G 2002 und 2009; Riesenslalom 2002, 2003, 2004, 2009, 2010 und 2012; Slalom 2011)
- 1 Podestplatz im Nor-Am Cup
- Militär- und Polizeiweltmeisterschaften 2004: 3. Riesenslalom
- 13 Siege in FIS-Rennen (8 × Riesenslalom, 3 × Slalom, 1 × Super-G, 1 × Abfahrt)

- Weltsportlerin des Jahres (La Gazzetta dello Sport): 2014
- Slowenische Sportlerin des Jahres: 2005, 2010, 2011, 2013 und 2014

## Musik
Während der Vorbereitung auf die Saison 2012/13 nahm Tina Maze einen Song mit dem Titel My Way Is My Decision auf, der am 26. Oktober 2012, einen Tag vor dem Eröffnungsrennen in Sölden, veröffentlicht wurde. In den slowenischen Charts landete sie damit auf Platz 1.